# Adrian Wewer
Le frère Adrian Wewer, né le 14 avril 1836 à Harsewinkel en Westphalie et mort le 15 mars 1914 à San Francisco est un moine franciscain architecte.

## Biographie
Né Antonius Wewer dans une famille fort pieuse, il entre à 22 ans chez les franciscains. Il fait sa profession religieuse sous le nom d’Adrian en 1858 et devient profès au couvent de Warendorf. L’évêque allemand d’Alton dans l’Illinois, Mgr Junker, demande alors des religieux pour son diocèse (fondé en 1857), en particulier pour les nombreux immigrants catholiques venus d’Allemagne. Le frère Adrian est volontaire et part avec quatre autres franciscains pour les États-Unis en 1862 et arrive à Teutopolis. C’est aussi un charpentier hors pair et il fabrique avec d'autres frères des autels néogothiques, en particulier pour la première église Saint-François de Quincy.
Le frère Adrian Wewer est un architecte prolifique (plus d’une centaine d’églises jusqu’en 1900) dans le domaine religieux. Ce fut un bâtisseur d’églises néogothiques et de leurs dépendances (écoles ou hôpitaux) aussi bien à New York qu’en Oregon ou en Californie.

## Quelques œuvres

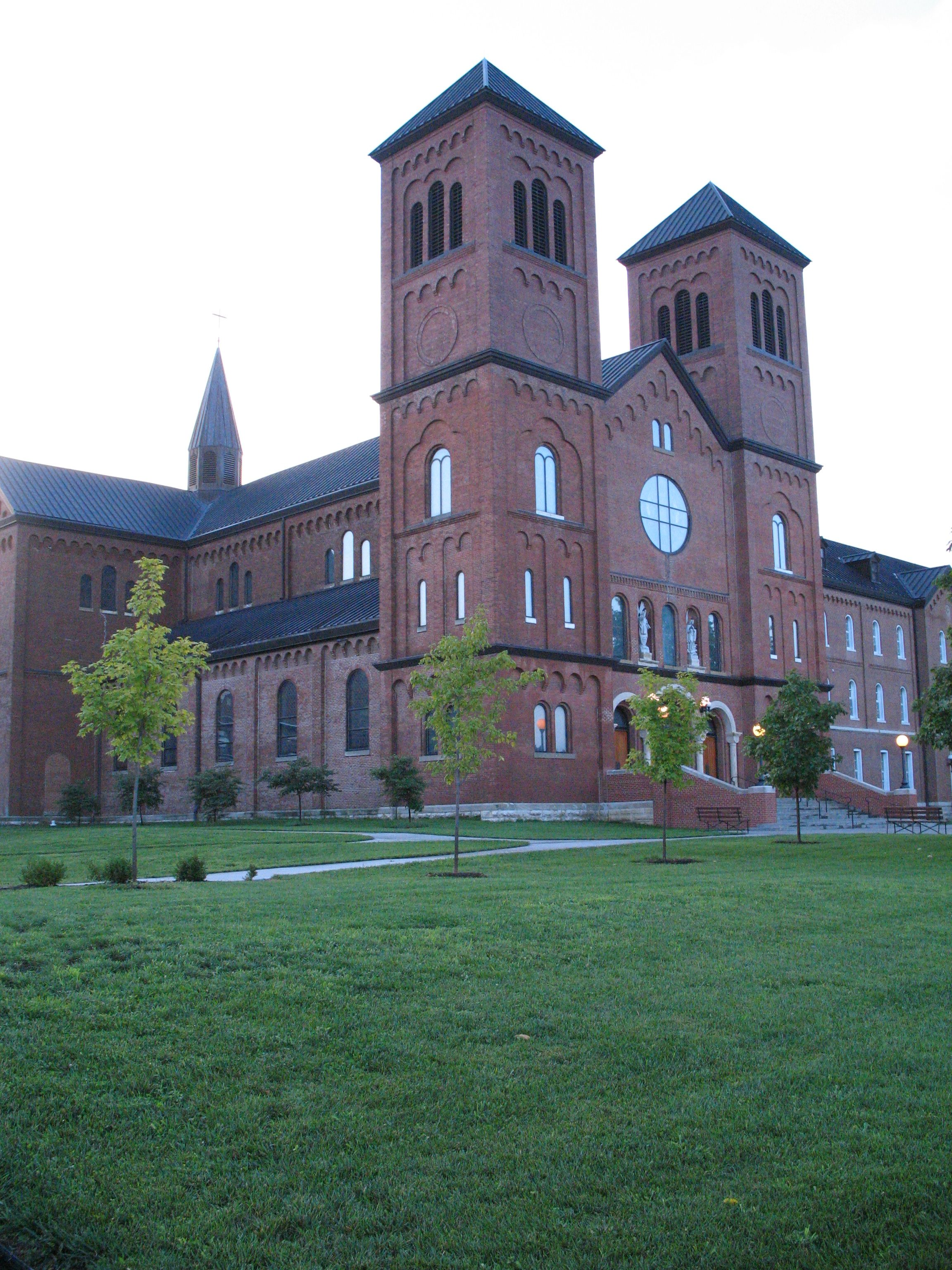
Vue de l'église abbatiale de l'abbaye de Conception construite par le frère Adrian

- Église Saint-Boniface de Brunswick (Missouri) (1902)
- Église Saint-Augustin de Chicago (Illinois) (1891), démolie en 1990
- Église Saint-Colomban de Chillicothe (Missouri) (1879)
- Basilique de l'Immaculée Conception à Conception (Missouri)
- Église Saint-Georges de Hermann
- Église du Sacré-Cœur d'Indianapolis (1891) à deux tours
- Église Saint-Antoine de Melrose
- Église Saint-Joseph de Palmyra (Missouri) (1899)
- Église Saint-François-d'Assise de Quincy (démolie)
- Église Sainte-Marie de Quincy (1891)
- Université de Quincy (partie ouest et centrale)
- Église Saint-Antoine de Saint-Louis
- Église Saint-François-Xavier de Superior (Wisconsin)
- Église de Trowby (Illinois) (1864)
- Église Saint-François-Borgia de Washington (Missouri) (1869)
- Église Sainte-Marie de Wien (Missouri) (1871)